# Mont Vully (Käse)

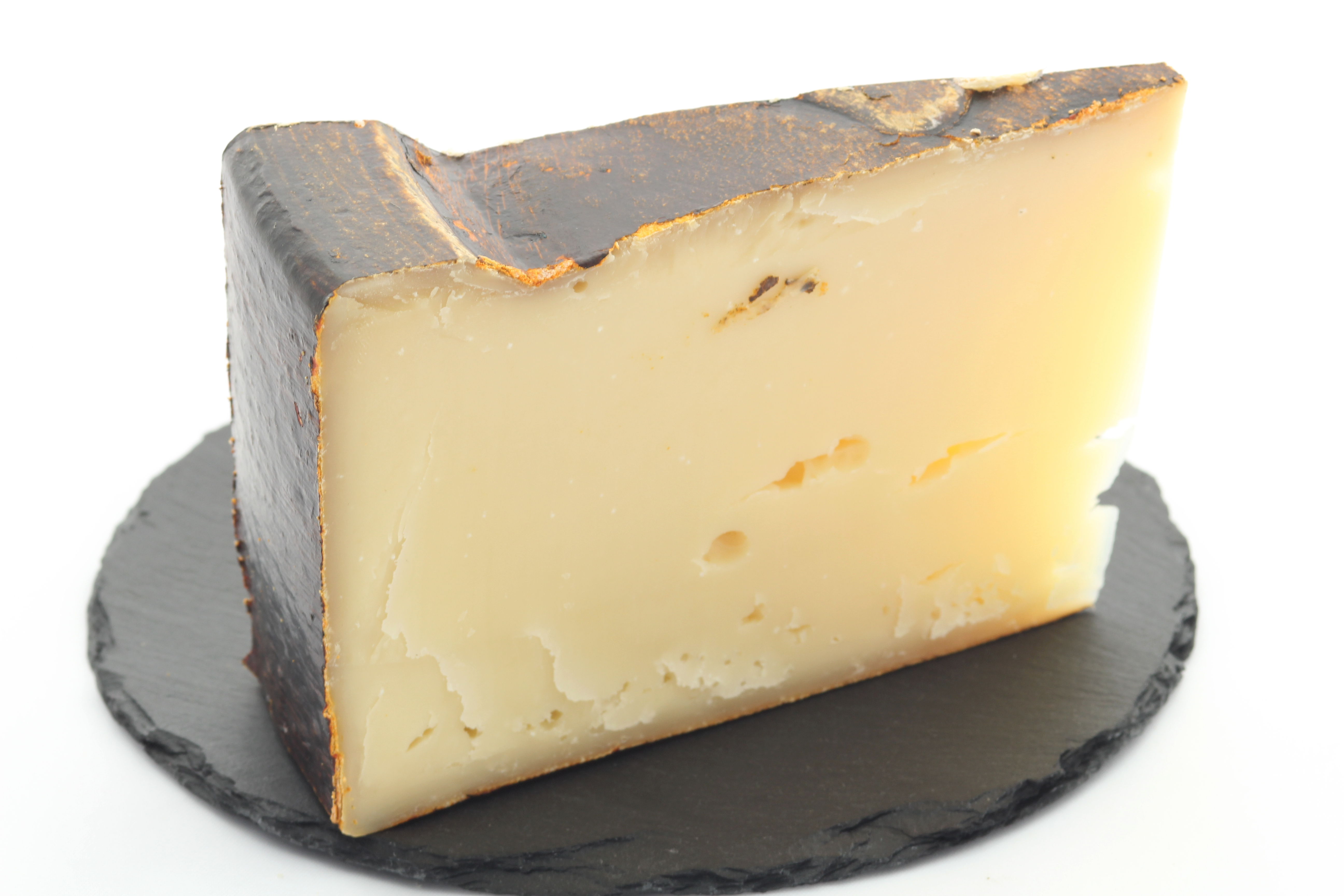
Ein Mont Vully, mit Pinot noir verfeinert

Mont Vully ist ein Halbhartkäse aus dem freiburgischen Cressier. Typisch ist seine mit Rotwein behandelte Oberfläche. Namensgebend ist der auf der gegenüberliegenden Seite des Murtensees gelegene Hügelzug Mont Vully.

## Zutaten und Produktion
Der Käse wird aus thermisierter Kuhmilch, Lab, Kulturen und Salz in einer traditionellen Kleinkäserei hergestellt. Während der Reifung im Keller wird der Laib regelmässig mit Pinot noir aus der Region eingerieben. Die verschiedenen Sorten werden zwischen 10 und 25 Wochen bis zur Marktreife gelagert. Die jährliche Produktion ist rund 200'000 kg. Der Käse wird seit 1994 in Cressier produziert und wurde mit verschiedenen Auszeichnungen im In- und Ausland bewertet. Im Jahre 2006 erhielt der Mont Vully Bio den Titel «Swiss Champion». Bevor Ewald Schafer im Jahr 1993 die Käserei in Cressier übernahm, wurde dort noch vorwiegend Emmentaler AOP hergestellt.